# Andrea Cruz Hernández
Andrea Cruz Hernández es una piloto militar de México que se convirtió en la primera mujer aceptada en el Colegio del Aire, luego de que en el 2007 se aprobara en México el acceso de las mujeres a tareas militares antes prohibidas para ellas.
El 27 de enero de 2009 a las 14:48 horas en el Colegio del Aire en Zapopan Jalisco, realizó su primer vuelo en solo por un lapso de 30 minutos. En los 94 años de existencia de la Fuerza Aérea Mexicana, Andrea Cruz hizo historia al pilotar “sola” un avión Bonanza F33-C, matrícula EBA 64-31 y se le asignó el distintivo de Venus para diferenciarla de sus compañeros.
El 14 de marzo de 2009 recibió sus medias alas en el Colegio del Aire en Zapopan.
Actualmente ella es una de las ocho mujeres que cursan la carrera de Licenciada en Ciencias Militares Piloto Aviador, siendo ella la más avanzada en estudios.
Obtuvo la licenciatura en ciencias militares piloto aviador el 24 de agosto de 2011 por la Universidad del Ejército y la Fuerza Aérea